# Нейронна мережа Джордана

Архітектура рекурентної мережі Джордана

Мережа Джордана — вид рекурентних нейронних мереж, яка отримується з  багатошарового перцептрону, якщо на його вхід подати крім вхідного вектора вихідний із затримкою на один або кілька тактів.
У перших рекурентних мережах головною ідеєю було дати мережі бачити свій вихідний образ на попередньому кроці. У такої мережі тільки частина рецепторів приймає сигнали з навколишнього світу, на інші рецептори приходить вихідний образ з попереднього моменту часу.
Розглянемо проходження послідовності сигналів через мережу. Сигнал надходить на групу рецепторів сполучених із зовнішнім світом (INPUT) і проходить у прихований шар (HIDDEN). Перетворений прихованим шаром сигнал піде на вихідний шар (OUTPUT) і вийде з мережі, а його копія потрапить на затримку. Далі в мережу, на рецептори, що сприймають зовнішні сигнали, надходить наступний образ, а на контекстну групу рецепторів (CONTEXT) — вихідний образ з попереднього кроку з затримки. Далі з усіх рецепторів сигнал піде в прихований шар, потім на вихідний.